# Walther Reyer
Walther Reyer (ur. 4 września 1922 w Hall in Tirol, zm. 6 września 1999 w Innsbrucku) – austriacki aktor filmowy, teatralny i telewizyjny.
Walther Reyer był głównie związany z teatrami w Innsbrucku i w Wiedniu.

## Życiorys
Walther Reyer był synem oficera. Po ukończeniu szkoły początkowo studiował medycynę. Następnie studiował aktorstwo wraz z Fredem Liewehrem i pracował jako spiker radiowy w Radio Innsbruck. W 1947 roku, zadebiutował jako aktor na scenie w Bregencji. W latach 1948–1949 występował w teatrze Exl-Bühne w Innsbrucku, w latach 1949–1952 w Tiroler Landestheater Innsbruck, w latach 1951–1952 ponownie w teatrze Exl-Bühne oraz w latach 1952–1954 w Vereinigten Bühnen w Grazu. W 1955 roku, Walther Reyer przybył do Wiednia i grał na przemian w Theater in der Josefstadt i w Burgtheater. W latach 1956–1958 był członkiem Burgtheater, którym pozostał aż do śmierci. Grał głównie w sztukach Williama Szekspira, Friedricha Schillera i innych austriackich dramaturgów.
W filmach Walther Reyer grał w latach 50. zwłaszcza w tych, w których czas akcji to czasy cesarstwa austriackiego i Austro-Węgier. Popularność przyniosła mu rola hrabiego Andrássy w serii filmów Sissi. W latach 1992–1997 grał postać weterynarza Pankraza Obeymayera w serialu Doktor z alpejskiej wioski.

## Życie prywatne
Walther Reyer był czterokrotnie żonaty, dwa pierwsze z aktorkami Gretl Elb i Eriką Remberg. Z Käthe Lentsch, byłą subretką miał syna Wolfganga, z małżeństwa z Eriką Remberg miał córkę Veronikę. Z trzecią żoną Claudią miał czwórkę dzieci: Claudię-Marię, Cordulę, Cristinę i Clemensa. Ostatnią żoną była Angela Reyer, która była również jego menedżerką.
Walther Reyer zmarł 6 września 1999 roku w Innsbrucku.

## Filmografia (wybór)

### Filmy
- 1954: Der rote Prinz
- 1954: Das sündige Dorf - Sepp Stangassinger
- 1956: Kronprinz Rudolfs letzte Liebe - Arcyksiążę Johann Salvator
- 1956: Der Hexer - Komisarz Walford
- 1956: Sissi – młoda cesarzowa – Hrabia Andrassy
- 1957: Sissi – losy cesarzowej – Hrabia Andrassy
- 1958: Doktor ze Stalingradu – Dr Sellnow
- 1958: Hoch klingt der Radetzkymarsch – Stephan Fischbacher
- 1959: Tygrys z Esznapuru – Maharadjaj Chandra
- 1959: Das indische Grabmal – Maharadjaj Chandra
- 1959: Jacqueline – Paul Büttner
- 1960: Gustav Adolfs Page – Hauptmann Roland
- 1961: Paganini
- 1961: Jedermann – Jedermann
- 1962: Romanse w Wenecji – Stefan
- 1962: Oko zła – Andreas Hartman
- 1963: Ferien vom Ich – Frank A. Stevenson
- 1996: Das Geständnis – Paul Feldmann

### Seriale
- 1977: Es muß nicht immer Kaviar sein – Pereira
- 1978: Tatort – Henry Brandl
- 1991: Insel der Träume – Julian Cortese
- 1992–1999: Doktor z alpejskiej wioski – Weterynarz Pankraz Obermayr